# Anna Maria Walker

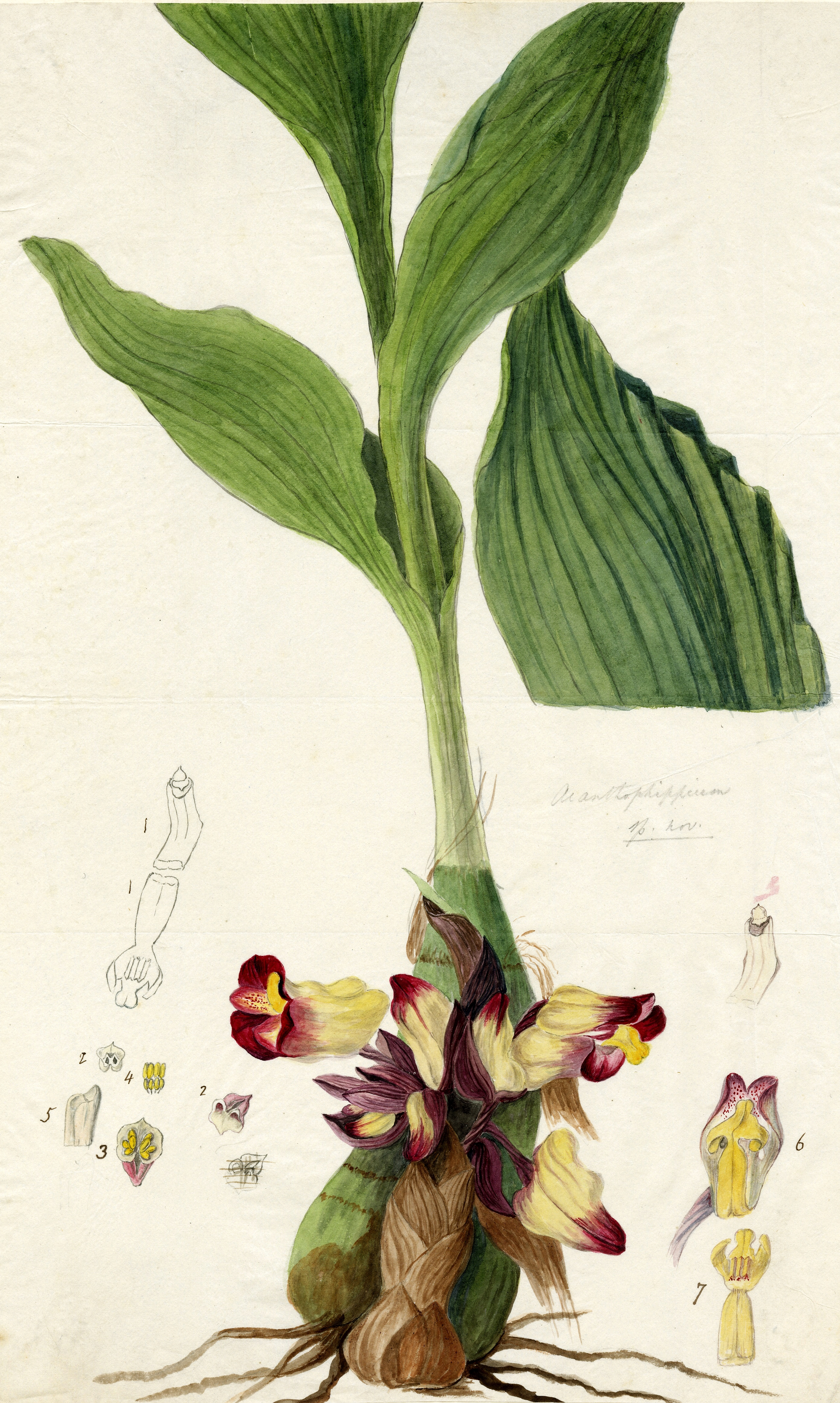
Acuarela de Anna Maria Walker de Acanthephippium bicolor

Anna Maria Walker (de soltera Patton) (c. 1778–1852) y su marido, el coronel George Warren Walker (1778–1843), fueron botánicos escoceses, que realizaron extensas colecciones de plantas entre 1830 y 1838 en Ceilán (actual Sri Lanka). Varias especies de helechos y orquídeas recibieron su nombre gracias a SiWilliam Jackson Hooker, con quien mantuvieron correspondencia. Tambir én colaboraron con otros botánicos de la región, como Robert Wight. Anna Maria también fue una excelente artista botánica que ilustró muchas especies de orquídeas.  Las especies de plantas que llevan su nombre incluyen Vanilla walkeriae, Liparis walkeriae y Thrixspermum walkeri. 

## Biografías
Anna Maria Patton probablemente nació en 1778 en Kinaldy, Fife, en Escocia. Fue la tercera hija mujer (de diez) de los 17 hijos de Constantia Adriana Sally Mapletoft y el coronel Robert Patton. En 1797, los Patton se mudaron a Castle Street, Edimburgo, donde ingresaron a la sociedad literaria y Anna asistió a los sermones del reverendo Sydney Smith. El coronel Patton fue nombrado gobernador de la isla de Santa Elena, en el Atlántico Sur, en 1801;  Anna Maria y sus hermanas Sarah y Jessy lo acompañaron como amas de llaves.  Su padre nombró a William John Burchell como botánico de la isla, por lo que Anna Maria bien pudo haber recibido alguna formación botánica y artística temprana en Santa Elena. Anna Maria viajó a la India, donde se casó con el capitán Walker y en 1819 se trasladaron a Ceilán (Sri Lanka). En 1820, Anna Maria escaló el Pico de Adán, probablemente fue la primera mujer blanca en hacerlo. 
George Warren Walker,  nació el 25 de marzo de 1778, ingresó al ejército británico en 1799 y en 1801 fue nombrado teniente del 8º Regimiento de Dragones (Ligeros) (la Real Armada Irlandesa del Rey) y se trasladó con ellos a la India al año siguiente. Prestó servicio activo bajo el mando del general Lake en la segunda guerra anglo-maratha y bajo el mando del mayor general Sir Robert Rollo Gillespie en la guerra anglo-gurkha . El 20 de julio de 1809 se casó con Anna Maria Patton en Chunar, en la actual Uttar Pradesh. En 1819 fue nombrado ayudante general adjunto de Ceilán; los Walker y permanecieron allí hasta octubre de 1838. En 1840 fue nombrado general de brigada al mando de la estación de Meerut (momento en el que ostentaba el rango de mayor general en el establecimiento de las Indias Orientales). Mientras esperaba un nuevo mando, murió el 4 de diciembre de 1843, en St. Thomas Mount, Madrás, donde fue enterrado. Su viuda erigió una placa mural en la iglesia de Northallerton.

## Permiso de Edimburgo
Después de unos seis años, los Walker regresaron con un permiso a Gran Bretaña y alquilaron una casa en la recién construida Carlton Street, cerca del Real Jardín Botánico de Edimburgo. Más tarde conocieron a Robert Graham, profesor de botánica de la Universidad de Edimburgo y guardián regio del Jardín Botánico, y a William Jackson Hooker, profesor de botánica de Glasgow. Este contacto probablemente indujo a la pareja a asumir, a su regreso, la tarea de suministrar especímenes de herbario, semillas y plantas vivas para el Jardín Botánico de Edimburgo y para los herbarios privados de Graham y Hooker. El coronel Walker, que fue el primero en regresar a Ceilán, le escribió a Anna para que aprendiera dibujo botánico y para poder registrar los frágiles especímenes cuando comenzaran a explorar y recolectar. 

## Coleccionismo en Sri Lanka (antes Ceilán)
Los Walker pronto comenzaron a enviar grandes cantidades de material a Edimburgo y Glasgow. Estas donaciones quedaron registradas en las cartas que acompañaban el envío de ejemplares. Hooker más tarde les dio libros y un microscopio a cambio. Los Walker residían principalmente en Colombo, el cuartel general británico en la costa de Ceilán, pero pasaban temporadas frecuentes en Kandy, en el centro de la isla, mucho más interesante botánicamente. En esa época se estaban llevando a cabo enormes actividades de construcción de carreteras, ya que el Reino de Kandy había caído recientemente bajo control británico; esto permitió el acceso a ricas zonas de recolección, especialmente alrededor de la estación de montaña en desarrollo de Nuwara Eliya. Los Walker realizaron dos expediciones importantes: un viaje de dos semanas al Pico de Adán y su ascenso al mismo en 1833, y una gira de nueve semanas por el suroeste de la isla en 1837. La señora Walker envió diarios de ambas excursiones a Hooker, que él publicó. 

## Trabajo taxonómico sobre colecciones

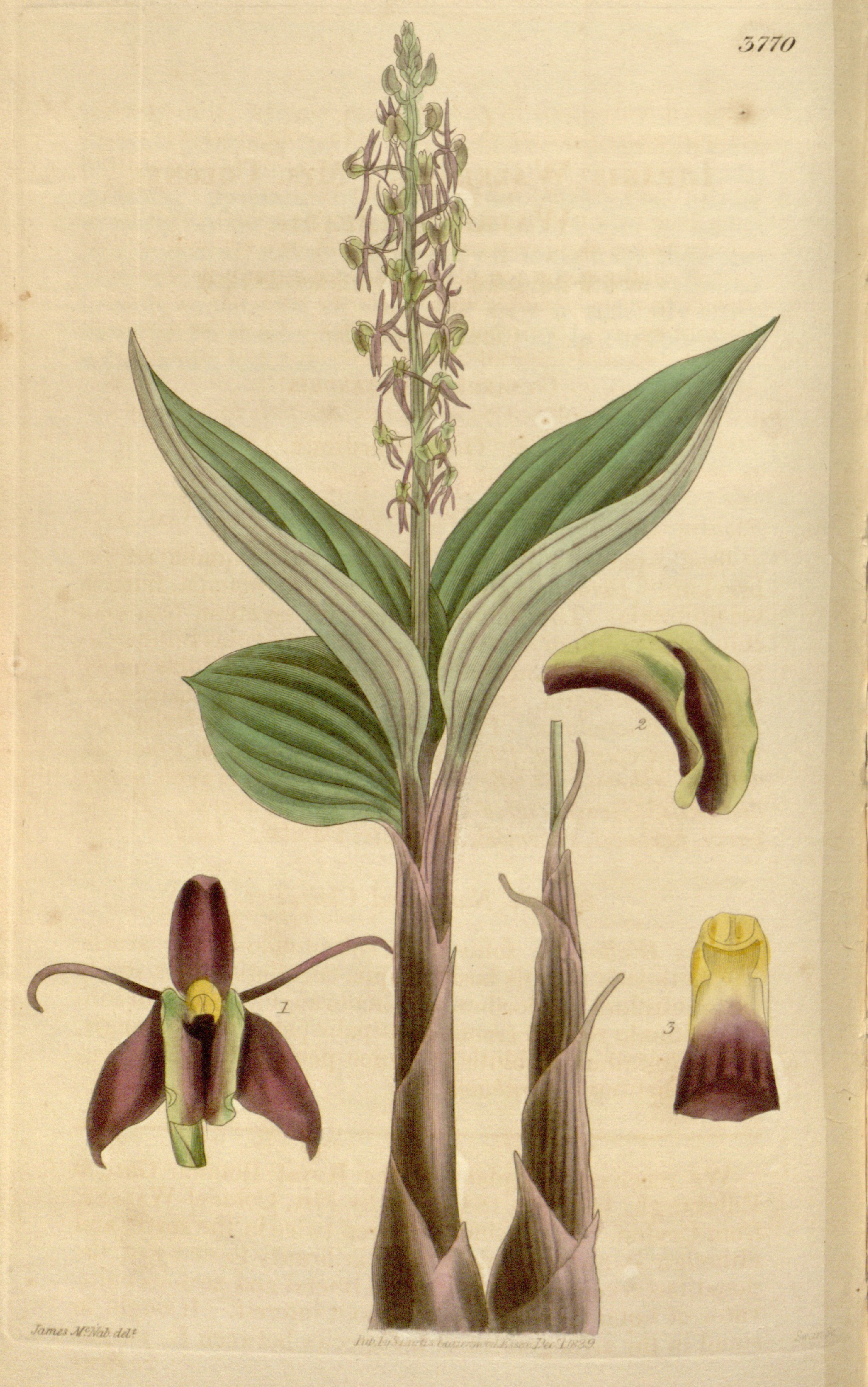
Liparis walkeriae nombrada en honor a Anna Maria Walker por Robert Graham

Hooker y Graham delegaron el trabajo de lo especímenes que enviaban los Walker a George Arnott Walker-Arnott, un botánico independiente. Fueron publicadas en latín bajo el título Pugillus Plantarum Indiae Orientalis, en una revista periódica alemana, y publicadas como preimpresión alrededor de abril de 1837. Varias de las nuevas especies que describió recibieron el nombre de la pareja Walker, incluidas Desmodium walkeri (ahora Desmodium cajanifolium ), Sykesia walkeri (ahora Gaertnera walkeri ), Plectranthus walkeri (ahora Isodon walkeri ), Doronicum walkeri, Senecio walkeri (ahora Cissampelopsis spelaeicola ), Dipsacus walkeri, Hedyotis walkeri, Zornia walkeri y Crotalaria walkeri. Arnott también publicó una monografía sobre las muchas especies de Impatiens descubiertas por los Walker, y un artículo sobre Osbeckia y Sonerila, géneros de la familia Melastomataceae. 
El botánico alemán Christian Nees von Esenbeck publicó los miembros de la familia Acanthaceae,  especialmente del género Strobilanthes en el que los Walker estaban particularmente interesados, debido a su hábito de floración sincrónica después de intervalos de muchos años. El amigo de los Walker, Robert Wight, un cirujano de la Compañía de las Indias Orientales, que los visitó en Ceilán en 1836, también publicó algunos de los dibujos de la señora Walker y basó nuevas especies en sus especímenes. La señora Walker solo publicó sus dos diarios. Mientras que Hooker no hizo nada con sus dibujos de orquídeas, extremadamente precisos. Henry Noltie catalogó los especímenes tipo (en RBGE, Kew y Ginebra), los dibujos de la Sra. Walker (en RBGE, Kew y el Museo de Historia Natural) y publicó en 1913 las transcripciones de todas las cartas de Walker a Hooker escritas entre 1829 y 1851. 

## Últimos días en la India
Los Walker pasaron dos años de su destino militar en las llanuras del norte de la India, en donde sus intereses botánicos se redujeron y sus aventuras ocasionales incluyeron una excursión a Mussoorie, en las faldas del Himalaya, en junio de 1841. Desde allí enviaron ejemplares a Hooker, pero probablemente eran de especies bien conocidas, ya que Hooker no hizo nada con ellos y no publicó su larga carta sobre esta excursión. Después de la muerte del general Walker, Anna Maria permaneció en la India, donde estaban destinados cuatro de sus siete hijos, que trabajaban en el ejército o en la vida civil. Sus últimos días los pasó en Mangalore, en la costa de Malabar, con su hijo Warren, donde murió a los 74 años, el 8 de septiembre de 1852; su tumba sobrevive en el cementerio de la iglesia de San Pablo.

## Publicaciones
- [Walker, A.W] (1835). «Journal of an ascent to the summit of Adam's Peak, Ceylon.». Companion to the Botanical Magazine 1: 3-14.[7]
- Walker, A.W[arren] (1840). Journal of a tour in Ceylon. Journal of Botany 2: 223–56.